# Stephan Groß
Stephan Groß (* 23. Oktober 1953) ist ein ehemaliger deutscher Fußballspieler und Trainer. Der Mittelfeld- und Abwehrspieler hat beim Karlsruher SC von 1980 bis 1986 in der Fußball-Bundesliga 113 Ligaspiele absolviert und 30 Tore erzielt. In der 2. Fußball-Bundesliga waren es für die Blau-Weißen aus dem Wildparkstadion 121 Ligaspiele mit 20 Toren.

## Karriere als Spieler

### TSV Neckarau, VfL Neckarau, VfR Mannheim
Stephan Groß begann mit dem Fußballspielen beim TSV Neckarau. Als D-Jugendlicher wechselte er zum VfL Neckarau, bevor er beim VfR Mannheim die Jugendklassen durchlief und im Seniorenbereich die ersten Erfahrungen in der 1. Amateurliga Nordbaden sammelte. Unter Trainer Heiner Ueberle kam er an der Seite von Mitspielern wie Karl-Heinz Certa und dem Bruderpaar Helmut und Walter Keuerleber zu 12 Einsätzen (1 Tor). Er landete mit dem VfR auf dem 5. Rang; die Offensive war zu schwach gewesen, lediglich 32 Tore in 32 Ligaspielen hatten unter anderem zu 16 Unentschieden geführt.

### Südwest Ludwigshafen
Nach der Runde 1971/72 zog es ihn aus der Quadratestadt über den Rhein zu Südwest Ludwigshafen. Unter Trainer Georg Gawliczek debütierte das Mannheimer Talent bereits am ersten Spieltag in der Fußball-Regionalliga Südwest am 5. August 1972 beim Heimspiel gegen den SV Röchling Völklingen in der damaligen Zweitklassigkeit. Seinen ersten Treffer in der Regionalliga erzielte Groß am vierten Spieltag, am 17. September, beim 2:2-Remis gegen Phönix Bellheim, als er in der 21. Spielminute Südwest mit 1:0 in Führung brachte. In der Rückrunde ragte der 4:1-Heimerfolg gegen den gleichen Gegner heraus, als sich Groß am 4. Februar 1973 als vierfacher Torschütze auszeichnen konnte. Südwest belegte 1972/73 den neunten Rang, und der Neuzugang vom VfR Mannheim hatte dabei 28 Spiele absolviert und sechs Tore erzielt. Im letzten Spieljahr der alten zweitklassigen Regionalligaära, 1973/74, belegte Südwest mit dem neuen Trainer Horst Kunzmann und dem Allrounder Stephan Groß – er hatte in 26 Spielen mit vier Toren mitgewirkt – den elften Tabellenplatz und konnte sich somit nicht für die neue 2. Fußball-Bundesliga ab der Runde 1974/75 qualifizieren.

### SV Neckargerach
Da der ehrgeizige 20-Jährige kein Angebot aus dem Profibereich vorliegen hatte, nahm er die finanziell reizvolle Offerte des ambitionierten Amateurvereines SV Neckargerach an und wechselte in die 2. Amateurliga Odenwald. Mit den Blau-Weißen vom Stadion in der Au stieg er sofort in die 1. Amateurliga Nordbaden auf und belegte mit dem Aufsteiger 1975/76 den siebten Rang und erzielte dabei 15 Tore.
In der dritten Saison im Neckartal – 1976/77 – gewann Groß mit Mitspielern wie Harry Griesbeck, Peter Gutzeit und Karl Hrynda mit dem SV Neckargerach vor dem SV Sandhausen und seinem Heimatverein VfR Mannheim die Meisterschaft in Nordbaden. Hierbei hatte er sich als 21-facher Torschütze ausgezeichnet.
In der Aufstiegsrunde zur 2. Bundesliga Süd konnte sich der nordbadische Meister aber nicht gegen die Konkurrenz vom Freiburger FC, SSV Reutlingen 05 und dem SSV Ulm 1846 behaupten, und Groß kehrte 1977 wieder zum VfR Mannheim zurück.

### VfR Mannheim
Mit dem VfR konnte er zwar in der letzten Runde der alten drittklassigen 1. Amateurliga Nordbaden (Badenliga), 1977/78, nicht den Aufstieg in die 2. Bundesliga bewerkstelligen – die Rasenspieler belegten hinter Meister FV 09 Weinheim, Vize Sandhausen und dem Dritten 1. FC Pforzheim den vierten Rang –, die Rasenspieler schafften aber mit 26 Ligaeinsätzen und elf Toren von Groß und der Mithilfe von Mitspielern wie Hans-Jürgen Boysen und Waldemar Steubing unter Trainer Horst Kunzmann – den Trainer hatte er schon 1973/74 bei Südwest Ludwigshafen erlebt – den Einzug in die neue Staffel der Amateuroberliga Baden-Württemberg zur Runde 1978/79. Nachdem sich für Groß erstmals 1976 durch ein Probetraining bei Eintracht Braunschweig eine konkrete Nähe zum Lizenzbereich ergeben hatte, bekam der Mannheimer Mittelfeld- und Abwehrspieler zur Runde 1978/79 vom Karlsruher SC aus der 2. Fußballbundesliga Süd ein konkretes Angebot und landete mit 24 Jahren im Profifußball. Für den VfR Mannheim hat er in zwei Runden insgesamt 38 Ligaspiele absolviert und zwölf Tore in der 1. Amateurliga absolviert.

### Karlsruher SC
Mit dem neuen Trainer Manfred Krafft und Geschäftsführer Manfred Amerell wurde neben „Steps“ Groß auch mit den weiteren Neuzugängen Gerhard Busch, Gerhard Bold, Helmut Behr, Herbert Heider, Uwe Höfer und Wolfgang Schüler beim finanziell zur Vorsicht verpflichteten KSC auf talentierte, aber auch kostengünstige Transfers gesetzt. Die Neuen sollten im Wildpark die Abgänge von Berger, Günther, Kübler, Kalb, Flindt, Balevski, Bredenfeld und Komorowski kompensieren und helfen, eine neue zukunftsträchtige Mannschaft aufzubauen. Stephan Groß und Gerhard Bold (Hassia Bingen) entwickelten sich sofort zu Leistungsträgern im Badischen und absolvierten auch alle 38 Ligaspiele für den KSC. Die Karlsruher belegten 1979 den fünften Rang; Groß hatte den Schritt in den Profifußball mit Erfolg vollzogen.
Als in seinem zweiten Jahr in Karlsruhe mit dem Techniker Uwe Dittus und dem Düsseldorf-Heimkehrer Emanuel Günther für die Offensive zwei Verstärkungen hinzukamen, führte Trainer Krafft den KSC hinter Meister 1. FC Nürnberg auf den zweiten Platz. Damit qualifizierte sich der Verein für die Entscheidungsspiele gegen den Nordvize Rot-Weiss Essen, in denen es um den Aufstieg in die Bundesliga ging. Am 39. Spieltag, dem 18. Mai 1980, hatte der KSC vor 55.000 Zuschauern dem Tabellenführer in Nürnberg durch das Ausgleichstor von Groß in der 63. Minute zum 1:1-Endstand einen Punkt abgetrotzt und damit seine sportliche Qualifikation für die Entscheidungsspiele gegen den Nordvertreter unter Beweis gestellt. Am 6. Juni stellte der KSC mit einem überraschend deutlichen 5:1-Heimerfolg gegen die Essener Mannschaft um Willi Lippens und Frank Mill die Weichen zum Bundesligaaufstieg. Groß – er bildete zusammen mit Bold, Wiesner und Trenkel das Mittelfeld – zeichnete sich auch als Torschütze aus, erlebte aber im Rückspiel an der Hafenstraße eine andere Essener Mannschaft. Der KSC lag nach einem andauernden Sturmlauf des Nord-Vize in der 72. Minute mit 0:3 Toren im Rückstand, und weitere Tore lagen für die von dem überragend spielenden Lippens angetriebenen Rot-Weißen permanent in der Luft. Uwe Dittus – er war von Trainer Krafft nach der Essener 3:0-Führung auf das Feld geschickt worden – erlöste die Karlsruher mit seinem 1:3-Treffer in der 83. Minute, der KSC kehrte damit in die Fußball-Bundesliga zurück. Groß hatte im zweiten Jahr für Karlsruhe 38 Spiele absolviert und neun Tore erzielt.
Neben dem Aufstieg hatte Groß mit seinen Mannschaftskameraden auch im DFB-Pokal 1980 unter Beweis gestellt, dass der KSC sportlich sich dem Bundesliganiveau angenähert hatte. Über den SC Freiburg und den FC Augsburg traf die Mannschaft von Trainer Krafft in der 3. Hauptrunde auf den Bundesligisten Borussia Mönchengladbach. Für Groß brachte das in erster Linie die Auseinandersetzung mit dem dribbel- und laufstarken Ewald Lienen. Einwechselspieler Helmut Behr erzielte in der 112. Minute vor 30.000 Zuschauern im Wildparkstadion das Siegtor zum 1:0 für Karlsruhe. Im Achtelfinale kam Titelverteidiger Fortuna Düsseldorf am 16. Februar 1980 mit Gerd Zewe und den Allofs-Brüdern nach Karlsruhe und setzte sich in einer torreichen Partie mit 5:3 Toren durch. Am 4. Juni verteidigte Düsseldorf sodann den Pokal durch einen 2:1-Erfolg gegen den 1. FC Köln. In den Spielen gegen die Bundesligisten hatten Groß und Kollegen Selbstbewusstsein und weitere wichtige Erfahrungen auf dem Weg in die Bundesliga sammeln können.
Im ersten Spiel in der Bundesliga lernte Groß sogleich die Klasse des FC Bayern München in Person der herausragenden Angreifer Karl-Heinz Rummenigge, Paul Breitner und Dieter Hoeneß kennen. Die Mannschaft von Trainer Pál Csernai setzte sich vor 47.000 Zuschauern mit 3:0 Toren gegen den Aufsteiger durch und gewann am Rundenende auch die deutsche Meisterschaft. Der KSC überraschte aber im Laufe der Runde positiv, insbesondere der offensivstarke Defensivakteur Stephan Groß. Der athletisch und läuferisch herausragende Mittelfeld- und Abwehrspieler, daneben auch noch mit Technik, Zweikampfstärke und Offensivgeist ausgestattete Ex-Mannheimer erzielte mit 14 Treffern die meisten Tore für den Bundesligaaufsteiger Karlsruhe. In den Spielen gegen Bayer Uerdingen (16. Dezember 1980) und MSV Duisburg (14. Februar 1981) zeichnete er sich jeweils bei den 3:0- beziehungsweise 2:0-Erfolgen als alleiniger Torschütze aus. Seine Leistung wurde auch von dem DFB-Trainergespann Jupp Derwall und Erich Ribbeck registriert und führte ihn im April und Mai 1981 in die B-Nationalmannschaft. Groß debütierte am 28. April beim 2:0-Erfolg der B-Elf in Coimbra gegen Portugal an der Seite von Klaus Augenthaler, Dieter Müller und Norbert Nigbur. In seiner ersten Bundesligarunde hatte er alle 34 Spiele absolviert und 14 Tore erzielt.
In der zweiten Runde 1981/82 bestätigte er in weiteren 34 Spielen mit elf Treffern seine Klasse und wurde vom DFB auch in drei weiteren B-Länderspielen gegen Polen, Luxemburg und Portugal eingesetzt. Daneben lernte er ab 27. November 1981 bis zum 30. Juni 1982 die Trainerarbeit von Max Merkel kennen. Bis zum Ende seiner Profikarriere in Karlsruhe – das letzte Spiel in der 2. Bundesliga absolvierte „Steps“ Groß am 2. November 1985 – hat es der konsequente Leistungssportler dann noch mit den Trainern Horst Franz, Lothar Strehlau, Werner Olk und Lothar Buchmann zu tun gehabt. Für den KSC absolvierte Groß von 1978 bis 1985 in der Bundesliga – Runden 1980/81 bis 1982/83 und 1984/85 – 113 Spiele mit 30 Toren, und in der 2. Liga – 1978–80, 1983/84 und 1985/86 – kamen noch 121 Spiele mit 20 Toren hinzu.

### FV 09 Weinheim
Zur Jahreswende 1985/86 beendete er sein Engagement in Karlsruhe und schloss sich dem FV 09 Weinheim in der Amateuroberliga Baden-Württemberg an. Er kam bei den Bergsträßern in der Rückrunde in 16 Spielen auf 16 Tore und trug damit wesentlich zu deren Klassenerhalt bei. Als Spielertrainer gewann er mit den Rot-Schwarzen vom Sepp-Herberger-Stadion in der Runde 1987/88 die Meisterschaft in der Oberliga und nahm an der Aufstiegsrunde zur 2. Fußball-Bundesliga gegen die Konkurrenten 1. FSV Mainz 05, Viktoria Aschaffenburg und die SpVgg Unterhaching teil. Für die Auswahl des Badischen Fußballverbandes war er von 1986 bis 1988 ebenfalls nochmals in vier Spielen aktiv in denen er drei Tore erzielte.

## Karriere als Trainer
Von 1989 bis 1992 übte Groß im Hardtwaldstadion des SV Sandhausen das Traineramt in der Fußball-Oberliga Baden-Württemberg aus, ehe er von 1992 bis 1995 neben Cheftrainer Hans-Jürgen Boysen bei Kickers Offenbach die Co-Trainerstelle bekleidete. Danach verschrieb er sich der Jugendarbeit: zuerst in der Fußballschule von Boysen; dann folgte von 2001 bis 2007 seine Tätigkeit in der Jugendabteilung beim VfL Neckarau, wo er von der E-Jugend an seinen Sohn Pascal betreute, der später in der Bundesliga und Premier League spielte und 2023 zum Nationalspieler wurde.
Ab 2007 bis 2012 war Stephan Groß hauptberuflich Leiter des Jugendleistungszentrums des SV Waldhof Mannheim am Alsenweg, das von Dietmar Hopp über dessen Stiftung „Anpfiff ins Leben“ unterstützt wurde. 2013 war Groß kurzzeitig Trainer des VfR Mannheim.

## Erfolge
- 1977: Meister der 1. Amateurliga Nordbaden mit dem SV Neckargerach
- 1980: Vize-Meister der 2. Bundesliga Süd und Aufstieg in die Bundesliga mit dem Karlsruher SC
- 1984: Meister der 2. Bundesliga und Aufstieg in die Bundesliga mit dem Karlsruher SC
- 1988: Meisterschaft in der Oberliga Baden-Württemberg mit dem FV 09 Weinheim

## Privates
Groß ist verheiratet, wohnt in Neckarau und hat zwei Kinder, darunter Pascal Groß, der seit 2023 deutscher Fußballnationalspieler ist.